# Завалье-1
Завалье-1 — деревня в городском округе Кашира Московской области.

## География
Находится в южной части Московской области на расстоянии приблизительно 20 км на юг по прямой от железнодорожной станции Кашира.

## История
Известна с 1578 году как деревня помещика Нащокина И. С. с 12 дворами. В 1624 году это уже село с церковью. В 1827 году был построен кирпичный храм Рождества Богородицы. До 2015 года входила в состав сельского поселения Домнинского Каширского района.

## Население
Постоянное население составляло 26 человек в 2002 году (русские 84 %), 25 в 2010.